# Volutidae
I Volutidi, (Volutidae Rafinesque, 1815) sono una famiglia di molluschi gasteropodi della sottoclasse Caenogastropoda.

## Descrizione
I Volutidi devono il loro nome al genere Voluta che è il genere che è stato pubblicato per primo fra quelli appartenenti alla famiglia, essendo stato pubblicato da Linneo nel 1758. Il nome Voluta deriva a sua volta dal latino voluta, derivato da volutus, il participio passato del verbo volvere che significa volgere, avvolgersi.
I Volutidi sono una famiglia molto numerosa e variegata. Le conchiglie variano notevolmente per forma e dimensione, da esemplari sottili con guglie alte solo pochi millimetri a giganti da 500 mm con guglie infossate e vortici del corpo gonfio. La variabilità è evidente anche nelle caratteristiche morfologiche. Elementi come la scultura superficiale, le pieghe columellari, la tacca sifonale e il fasciole, possono essere tutte presenti o assenti. Solo poche decine di specie su oltre 500 possiedono un opercolo.
Altre caratteristiche anatomiche della famiglia sono il piede largo, la testa piccola, piatta e larga, i tentacoli piatti e triangolari con occhi, quando presenti, vicino alla base. Il mantello è variabile. In alcune specie può avvolgere il guscio, mentre in altre si estende solo leggermente oltre il diaframma.
I Volutidi sono rachiglossati, con una proboscide introversa, ghiandole salivari preneurali accoppiate, un sistema nervoso concentrato e una grande ghiandola di Leiblein. Il nastro radulare è solitamente uniseriale, ma in alcune specie è triseriale.
Le specie di questa famiglia sono carnivore e predano piccoli animali, inclusi altri molluschi ed echinodermi, ma si cibano anche di specie morte.
I Volutidi sono ovipari. La femmina deposita le uova fecondate in una massa di uova solitamente attaccate a un substrato duro. Gli embrioni si sviluppano a volte per diversi mesi, e completato lo sviluppo fuoriescono strisciando fuori dall'uovo e quindi non esiste uno stadio larvale a nuoto libero.
Le specie sono distribuite in tutti gli oceani del mondo, in particolare nelle acque tropicali e subtropicali. La loro gamma batimetrica va dalle profondità litorali a quelle abissali.

## Tassonomia

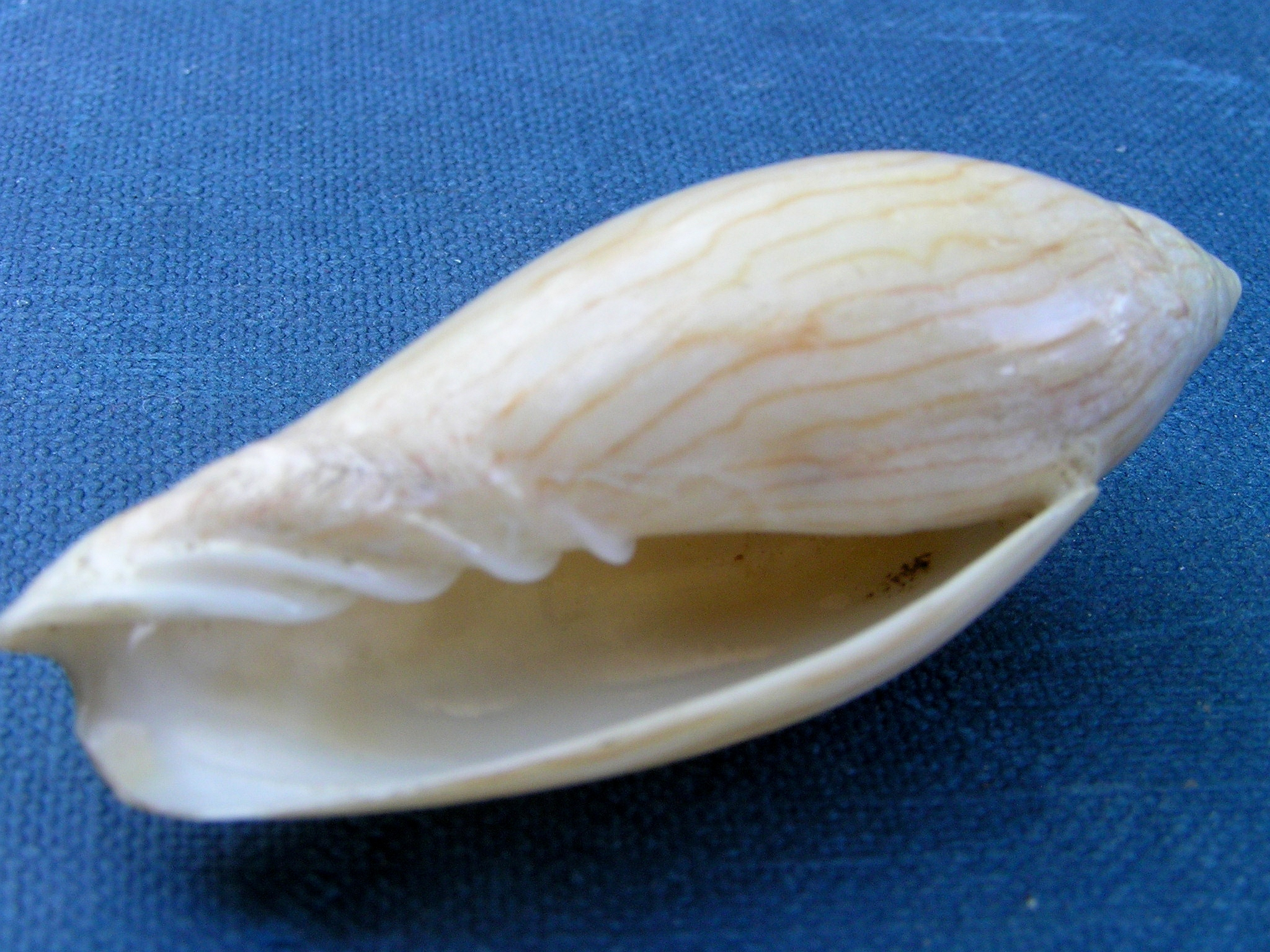
Amoria turneri (Amoriinae)

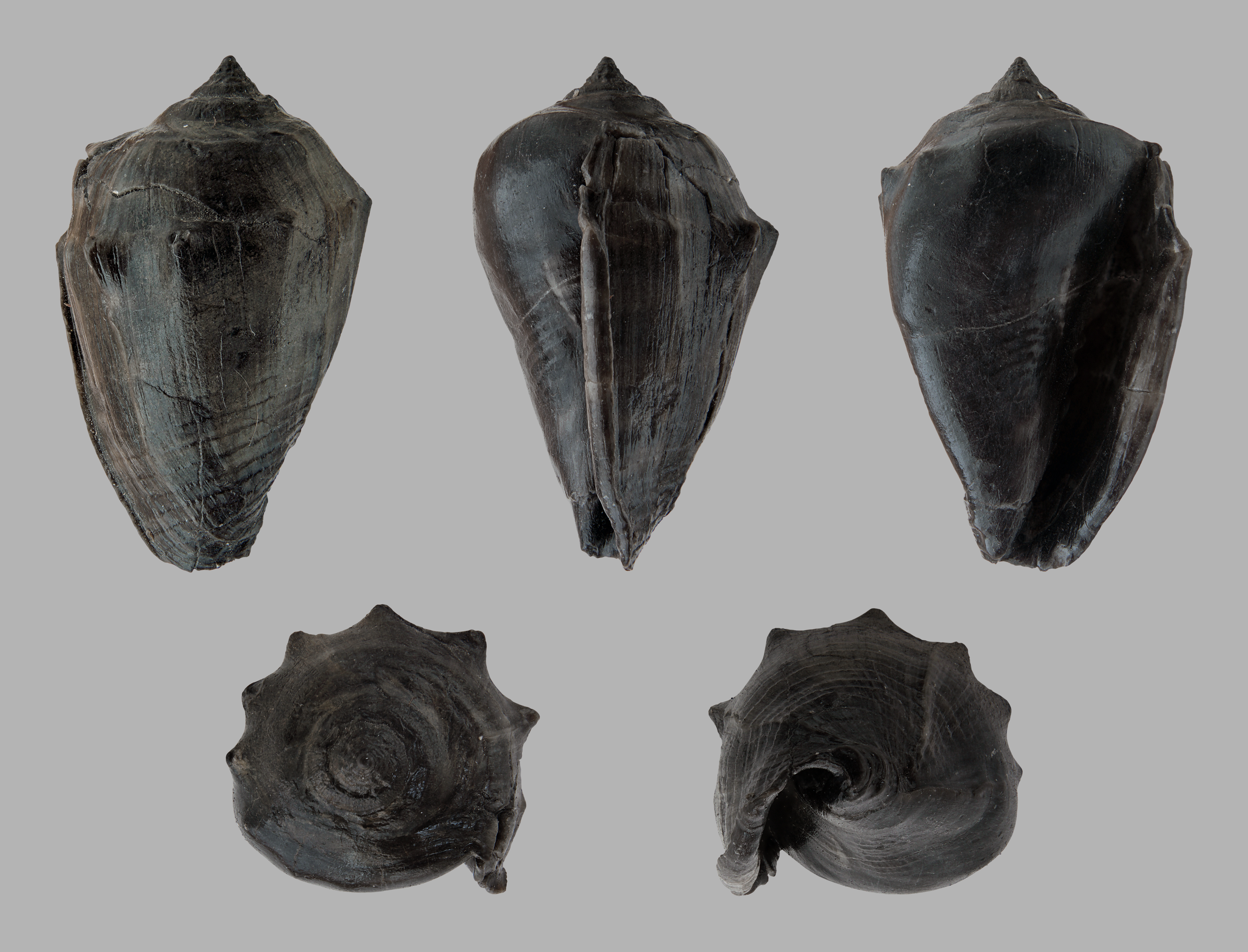
Athleta ficulina (Athletinae)

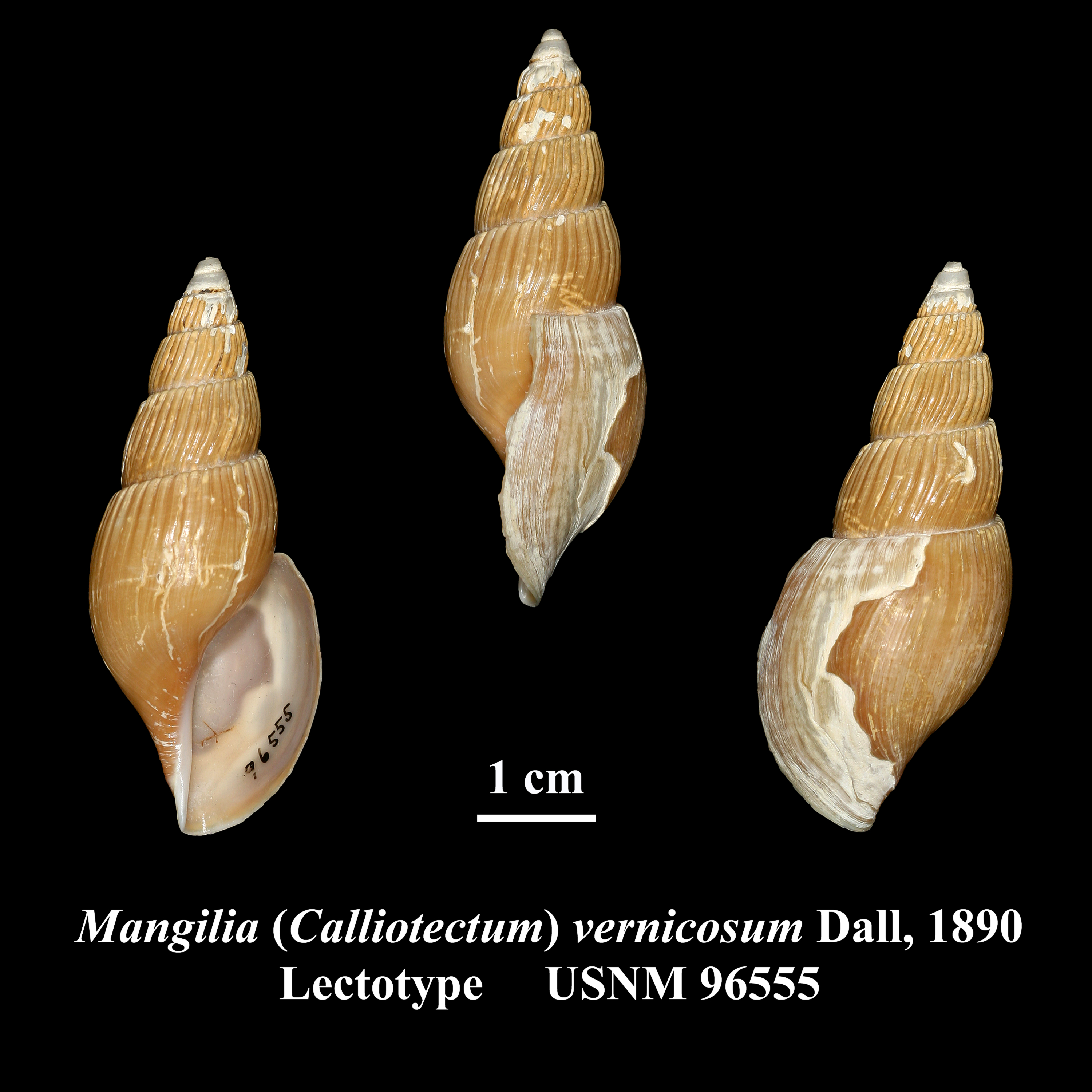
Calliotectum vernicosum (Calliotectinae)

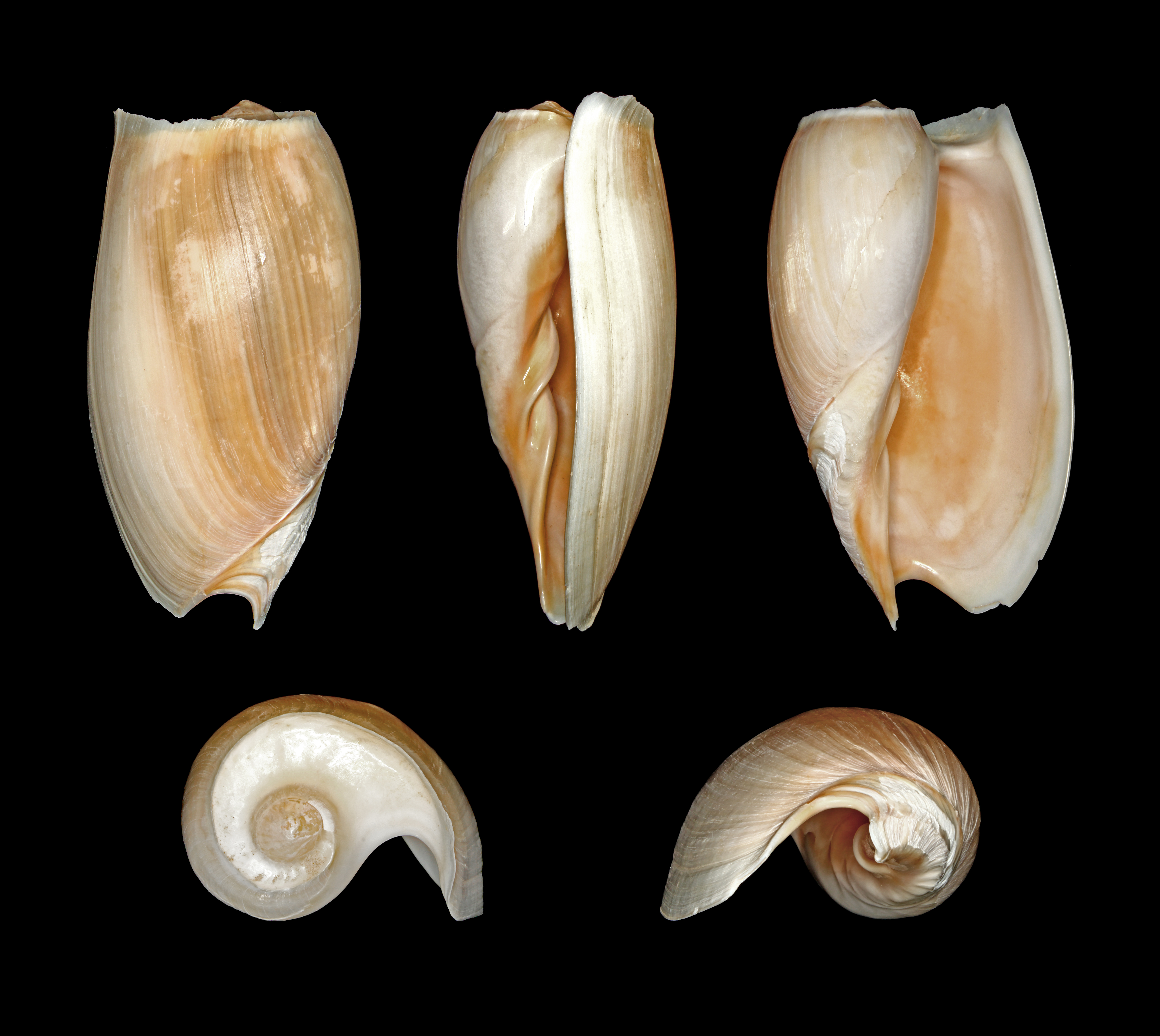
Cymbium cymbium (Cymbiinae)

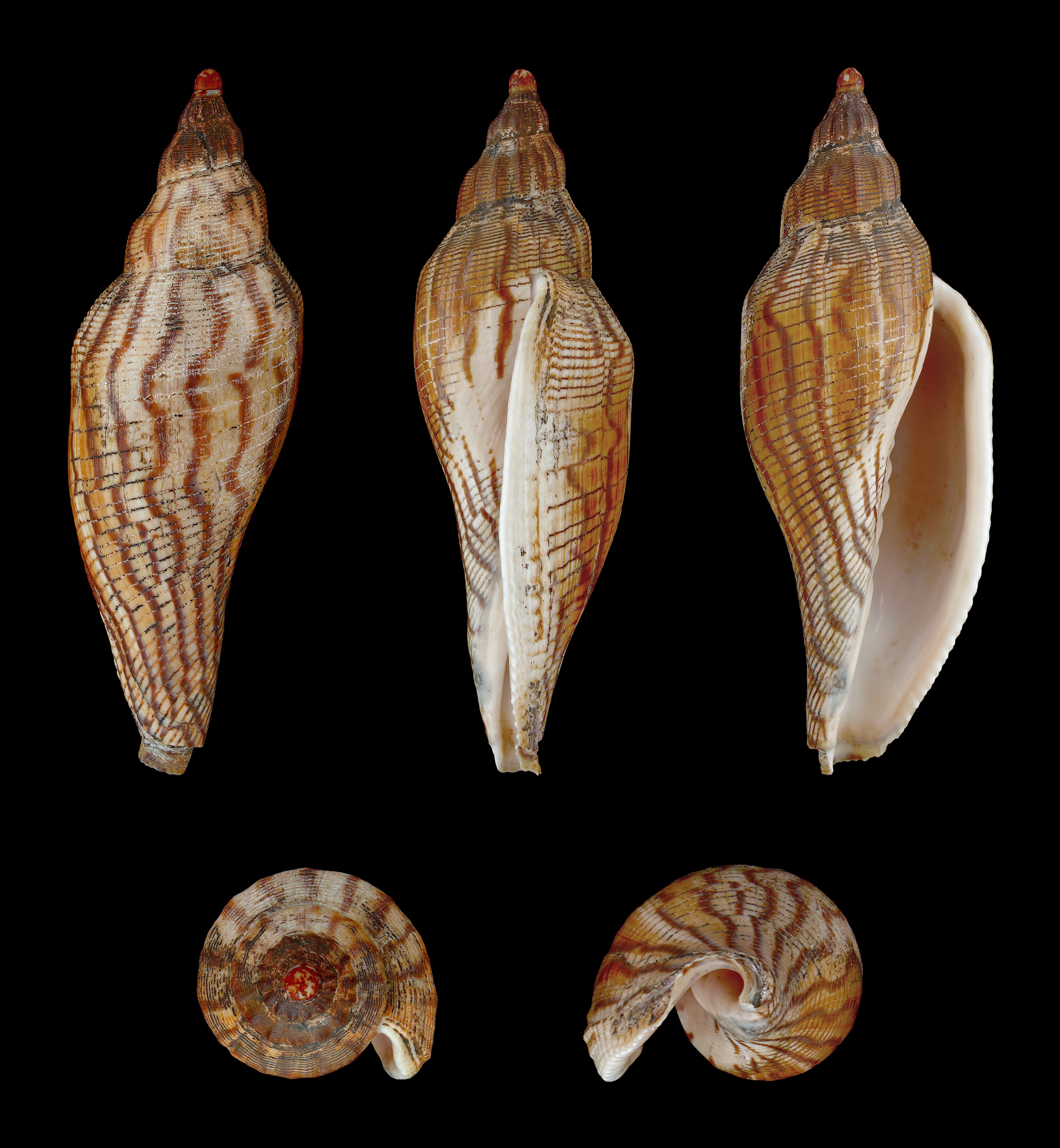
Fulgoraria rupestris (Fulgorariinae)

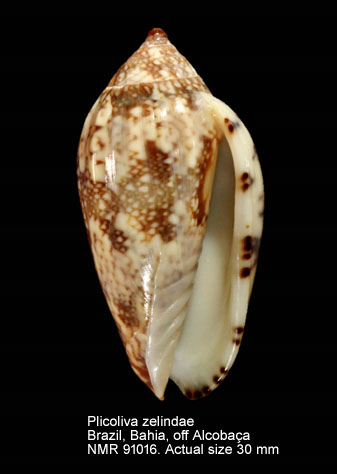
Plicoliva zelindae (Plicolivinae)

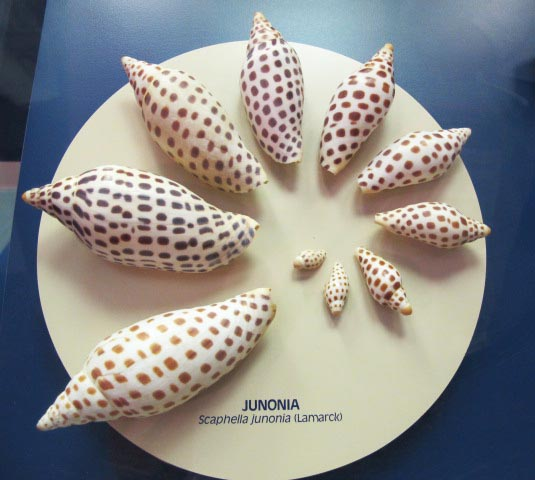
Scaphella junonia (Scaphellinae)

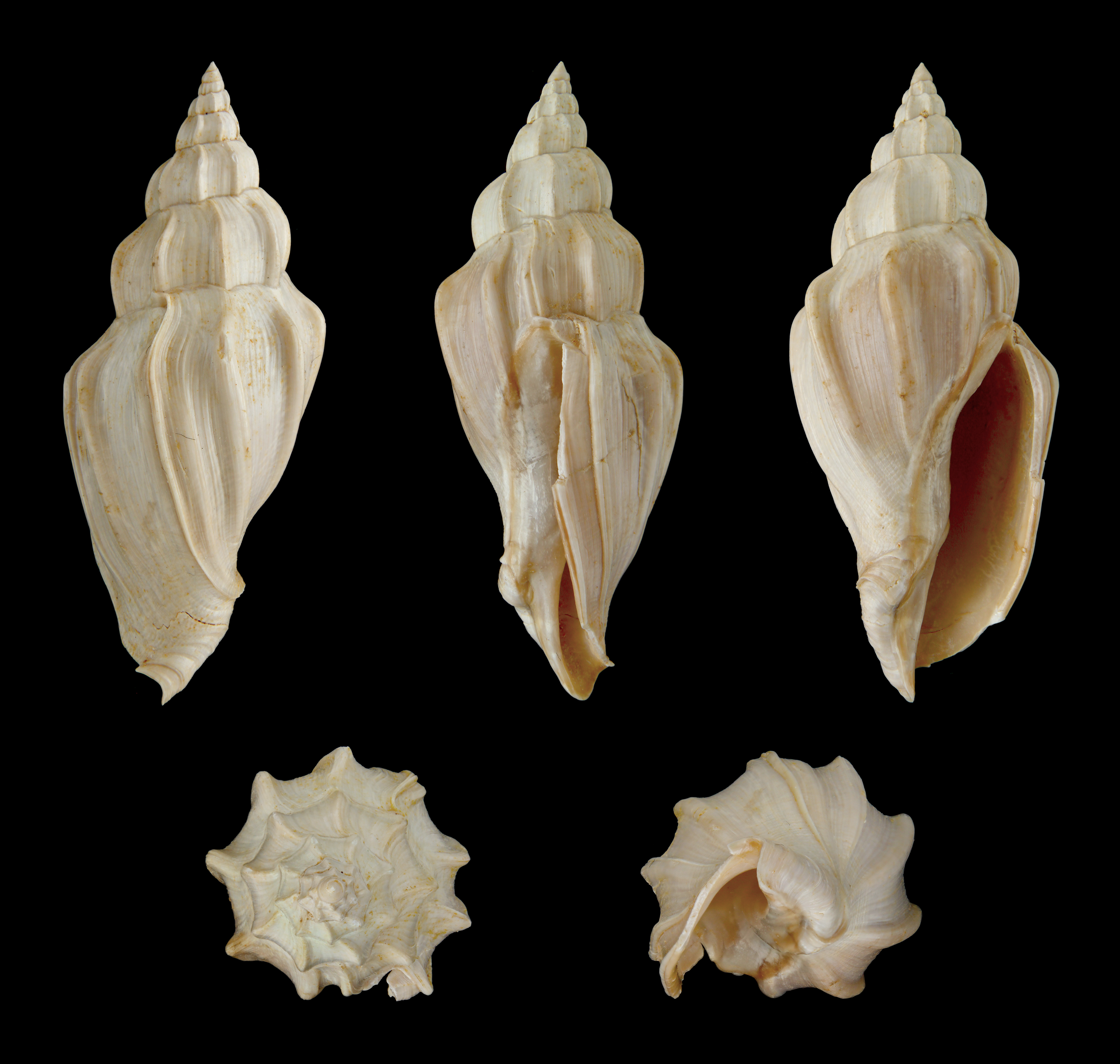
Volutilithes torulosus (Volutilithinae)

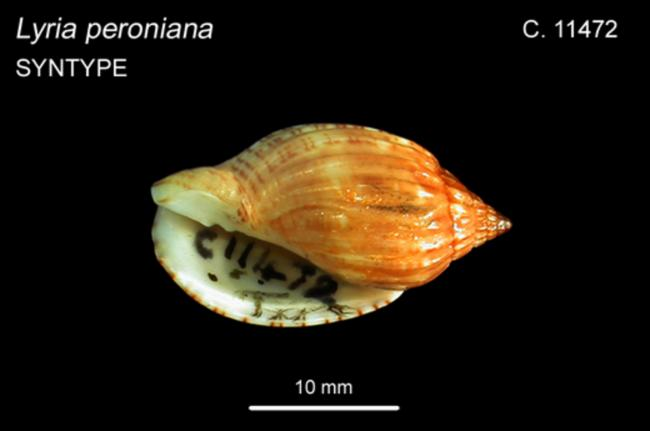
Lyria pattersonia (Volutinae)

La classificazione della famiglia è cambiata a seguito dello studio di Bouchet & Rocroi del 2017, che l'hanno collocata nella superfamiglia Volutoidea.  Nella classificazione precedente degli stessi autori del 2005 la famiglia era inserita nella Muricoidea che includeva allora molte famiglie che in seguito sono state separate (ad esempio Cystiscidae, Marginellidae e Volutidae).
La famiglia contiene dieci sottofamiglie e circa 60 generi:
- Sottofamiglia Amoriinae Gray, 1857
  - Tribù Amoriini Gray, 1857
    - Genere Amoria Gray, 1855
    - Genere Nannamoria Iredale, 1929
    - Genere Paramoria McMichael, 1960

  - Tribù Melonini Pilsbry & Olsson, 1954
    - Genere Cymbiola Swainson, 1831
    - Genere Melo Broderip, 1826

  - Tribù Notovolutini Bail & Poppe, 2001
    - Genere Notovoluta Cotton, 1946
    - Genere Volutoconus Crosse, 1871
- Sottofamiglia Athletinae Pilsbry & Olsson, 1954
  - Genere Athleta Conrad, 1853
  - Genere † Volutovetus Pilsbry & Olsson, 1954
- Sottofamiglia Calliotectinae Pilsbry & Olsson, 1954
  - Genere Calliotectum Dall, 1890
  - Genere Fusivoluta E. von Martens, 1902
  - Genere Neptuneopsis G. B. Sowerby III, 1898
- Sottofamiglia Cymbiinae H. Adams & A. Adams, 1853 (1847)
  - Tribù Adelomelonini Pilsbry & Olsson, 1954
    - Genere Adelomelon Dall, 1906
    - Genere Arctomelon Dall, 1915
    - Genere Nanomelon Leal & Bouchet, 1989
    - Genere Pachycymbiola Ihering, 1907

  - Tribù Alcithoini Pilsbry & Olsson, 1954
    - Genere Alcithoe H. Adams & A. Adams, 1853

  - Tribù Cymbiini H. Adams & A. Adams, 1853 (1847)
    - Genere Cymbium Röding, 1798

  - Tribù Livoniini Bail & Poppe, 2001
    - Genere Ericusa H. Adams & A. Adams, 1858
    - Genere Livonia Gray, 1855
    - Genere Notopeplum Finlay, 1927

  - Tribù Odontocymbiolini Clench & R. D. Turner, 1964
    - Genere Argentovoluta Vazquez & Caldini, 1989
    - Genere Minicymbiola Klappenbach, 1979
    - Genere Miomelon Dall, 1907
    - Genere Odontocymbiola Clench & R. D. Turner, 1964 Finlay, 1927
    - Genere Tractolira Dall, 1896

  - Tribù Zidonini H. Adams & A. Adams, 1853
    - Genere Harpovoluta Thiele, 1912
    - Genere † Mauira Marwick, 1943
    - Genere † Mauithoe Finlay, 1930
    - Genere † Metamelon Marwick, 1926
    - Genere † Pachymelon Marwick, 1926
    - Genere Provocator R. B. Watson, 1882
    - Genere Spinomelon Marwick, 1926
    - Genere † Teremelon Marwick, 1926
    - Genere Zidona H. Adams & A. Adams, 1853
    - Genere Zygomelon Harasewych & B. A. Marshall, 1995
- Sottofamiglia † Eovolutinae Pacaud, 2016
  - Genere † Eovoluta Pacaud, 2016
  - Genere † Lapparia Conrad, 1855
  - Genere † Mitreola Swainson, 1833
- Sottofamiglia Fulgorariinae Pilsbry & Olsson, 1954
  - Genere Fulgoraria Schumacher, 1817
  - Genere Saotomea Habe, 1943
  - Genere Tenebrincola Harasewych & Kantor, 1991
  - Genere † Wangaluta Stilwell, 2016
- Sottofamiglia Plicolivinae Bouchet, 1990
  - Genere Plicoliva Petuch, 1979
- Sottofamiglia Scaphellinae Gray, 1857
  - Genere Ampulla Röding, 1798
  - Genere Caricella Conrad, 1835
  - Genere † Euroscaphella Van Dingenen, Ceulemans & Landau, 2014
  - Genere Scaphella Swainson, 1832
  - Genere Volutifusus Conrad, 1863
- Sottofamiglia † Volutilithinae Pilsbry & Olsson, 1954
  - Genere † Eopsephaea P. Fischer, 1883
  - Genere † Volutilithes Swainson, 1831
- Sottofamiglia Volutinae Rafinesque, 1815
  - Tribù Lyriini Pilsbry & Olsson, 1954
    - Genere Callipara Gray, 1847
    - Genere Enaeta H. Adams & A. Adams, 1853
    - Genere † Falsilyria Pilsbry & Olsson, 1954
    - Genere Harpulina Dall, 1906
    - Genere † Leptoscapha P. Fischer, 1883
    - Genere Lyria Gray, 1847

  - Tribù Volutini Rafinesque, 1815
    - Genere Voluta Linnaeus, 1758
    - Genere † Woodsivoluta Pilsbry & Olsson, 1954